# Antioch VIII Grypos
Antioch VIII Epifanes Filometor Kallinikos Grypos (Krzywonosy) (ur. 141 p.n.e., zm. 96 p.n.e.) – król Syrii panujący w latach 126—96 p.n.e., z dynastii Seleukidów, młodszy syn Demetriusza II Nikatora i Kleopatry Thea.

## Życiorys
W młodości kształcił się w Atenach. W 126 p.n.e. jego matka uczyniła go współwładcą. Za jego panowania miała miejsce uzurpacja Aleksandra Zabinasa, którego pokonał z pomocą Ptolemeuszy. Przez pierwsze kilka lat panowania Antiocha VIII faktyczną władzę sprawowała jego matka Kleopatra Thea, którą zamordował w obawie o własne życie w roku 121 p.n.e. (Kleopatra otruła nazbyt samodzielnego starszego brata Antiocha, Seleukosa V). Było to powodem długotrwałej wojny domowej między Antiochem VIII a jego przyrodnim bratem Antiochem IX Kyzikenosem, synem Kleopatry Thei i Antocha VII Sidetesa. Antioch VIII utrwalił swoją władzę w Syrii właściwej, brat zaś zagarnął dla siebie pas nadbrzeżny i Celesyrię. Jego panowaniu położył kres spisek. Miał pięcioro synów i jedną znaną z imienia córkę.